# Finanse behawioralne
Finanse behawioralne – dziedzina nauki o finansach. Są połączeniem psychologii i finansów. Koncentrują się na analizie indywidualnych zachowań inwestorów w kontekście podejmowania decyzji inwestycyjnych.
Istotą behawioralnego podejścia do finansów jest poszukiwanie psychologicznych mechanizmów zachowania uczestników rynków finansowych.